# Erősillatú pókhálósgomba
Az erősillatú pókhálósgomba (Cortinarius osmophorus) a pókhálósgombafélék családjába tartozó, Európában honos, főleg fenyvesekben élő, nem ehető gombafaj. 

## Megjelenése
Az erősillatú pókhálósgomba kalapja 2-10 cm széles. Alakja eleinte domború, idősen laposan kiterül. Felszíne sima, nedvesen tapadós-nyálkás, szárazon selymes. Színe narancsokkeres, narancsbarnás, okkeres vagy halványsárgás, lilás vagy zöldes árnyalat nélkül; a közepe sötétebb. A széle sokáig begöngyölt marad és burokmaradványok lehetnek rajta.  
Húsa vastag (középen kb 1,5 cm),fehér színű. Szaga erős, édes-aromás, narancsvirág- vagy süteményszerű; íze nem jellegzetes.
Igen sűrű lemezei hasasan tönkhöz nőttek. Színük fiatalon piszkosfehér, sárgásfehér. Idősen fahéjbarnák. 
Tönkjének töve némileg peremesen gumósan megvastagodott (2-3,5 cm széles). Színe fehéres, ezüstfehéres, okkeres, idősen barnás. Felszínére a lemezeket védő kortina maradványaként sárgás szálak tapadhatnak. 
Spórapora fahéjbarna vagy rózsásbarna. Spórája mandula vagy citrom alakú, durván rücskös, mérete 8,4-10 x 4,6-5,8 µm.

### Hasonló fajok
Erős szaga és sárga színe alapján könnyen azonosítható. Intenzív illatú még a kesernyés pókhálósgomba, vagy külseje alapján hasonlíthat hozzá a lilásperemű pókhálósgomba, az ánizsszagú pókhálósgomba, a foltos pókhálósgomba vagy az elegáns pókhálósgomba. 

## Elterjedése és termőhelye
Európában honos. 
Lombos erdőkben él. Nyártól késő őszig terem. 
Ehető.